# Abisara
Abisara är ett släkte av fjärilar. Abisara ingår i familjen Riodinidae.

## Dottertaxa tillAbisara, i alfabetisk ordning[1]
- Abisara abnormis
- Abisara aja
- Abisara amaga
- Abisara amplifascia
- Abisara angulata
- Abisara annamitica
- Abisara asoka
- Abisara assus
- Abisara atlas
- Abisara attenuata
- Abisara baraka
- Abisara barnsi
- Abisara baucis
- Abisara bazilensis
- Abisara bifasciata
- Abisara bugiana
- Abisara burnii
- Abisara caeca
- Abisara caecata
- Abisara caerulea
- Abisara celebica
- Abisara chela
- Abisara chelina
- Abisara clara
- Abisara congdoni
- Abisara corbeti
- Abisara coriolanus
- Abisara cudaca
- Abisara cyclops
- Abisara daphne
- Abisara delicata
- Abisara deniya
- Abisara dewitzi
- Abisara disparilis
- Abisara dollmani
- Abisara echeria
- Abisara echerius
- Abisara erilda
- Abisara etymander
- Abisara formosana
- Abisara fraterna
- Abisara freda
- Abisara fylla
- Abisara fyllaria
- Abisara fylloides
- Abisara gabunica
- Abisara gerontes
- Abisara geryon
- Abisara geza
- Abisara gratius
- Abisara herwigii
- Abisara iliaca
- Abisara intermedia
- Abisara jhana
- Abisara juana
- Abisara kalawna
- Abisara kausambi
- Abisara kausamboides
- Abisara kivuensis
- Abisara latifasciata
- Abisara laura
- Abisara lemée-pauli
- Abisara lisa
- Abisara litavicus
- Abisara lunula
- Abisara lusi
- Abisara lydda
- Abisara magdala
- Abisara mahale
- Abisara maya
- Abisara meta
- Abisara mindanaensis
- Abisara muanensis
- Abisara mudita
- Abisara neavei
- Abisara neophron
- Abisara neophronides
- Abisara niasana
- Abisara niya
- Abisara notha
- Abisara odin
- Abisara oenobarus
- Abisara paha
- Abisara paionea
- Abisara palawana
- Abisara pancha
- Abisara periya
- Abisara porphyritica
- Abisara prunosa
- Abisara rogersi
- Abisara rutherfordi
- Abisara sabina
- Abisara sala
- Abisara saleyra
- Abisara satellitica
- Abisara saturata
- Abisara savitri
- Abisara schedeli
- Abisara sciurus
- Abisara semicaeca
- Abisara siamensis
- Abisara simulacris
- Abisara sobrina
- Abisara stasinus
- Abisara strix
- Abisara suffusa
- Abisara sura
- Abisara susa
- Abisara talantus
- Abisara tantalus
- Abisara taxilaecherius
- Abisara tera
- Abisara teutyra
- Abisara timaeus
- Abisara tina
- Abisara tonkiniana
- Abisara uniformis
- Abisara xenodice